# روبرت سميث (كاهن كاثوليكي)
روبرت سميث (بالإنجليزية: Robert Smith)‏ هو كاهن كاثوليكي أمريكي، ولد في 7 فبراير 1932 في St. Albans, Queens ‏ في الولايات المتحدة، وتوفي في 27 يوليو 2010 في ساير في الولايات المتحدة.